# Sanjay Ghemawat
Sanjay Ghemawat (* 1966) ist ein US-amerikanischer Informatiker, der Software-Ingenieur bei Google ist.
Ghemawat wurde 1995 bei Barbara Liskov (und Frans Kaashoek) am Massachusetts Institute of Technology in Informatik promoviert (The Modified Object Buffer: A Storage Management Technique for Object-Oriented Databases). Er war danach am DEC Systems Research Center in Palo Alto und ist seit Ende 1999 bei Google.
Bei Google befasste er sich unter anderem mit verschiedenen Projekten zur Systeminfrastruktur von Google, wie Index-Systemen, RPC-Systemen, Kompressionsmethoden, Methoden der Leistungsverbesserung, Speichermanagement, Sprachen zur Datenrepräsentation, verteilten Systemen. Mit Jeff Dean war er bei Google an der Entwicklung von MapReduce beteiligt und er war unter anderem an TensorFlow, der verteilten Datenbank Spanner und Bigtable beteiligt. Bei DEC/Compaq war er mit Dean am Swift Java Compiler beteiligt.
2012 erhielt er mit Jeff Dean den ACM Infosys Award und 2012 erhielten beide den Mark Weiser Award. 2016 wurde Ghemawat in die American Academy of Arts and Sciences gewählt.
Sanjay Ghemawat ist der jüngere Bruder des Ökonomen und Hochschullehrers Pankaj Ghemawat.

## Schriften (Auswahl)
- mit Jeff Dean:  MapReduce: Simplified Data Processing on Large Clusters,  OSDI'04: Sixth Symposium on Operating System Design and Implementation (Dezember 2004), Online